# Palmiro Togliatti

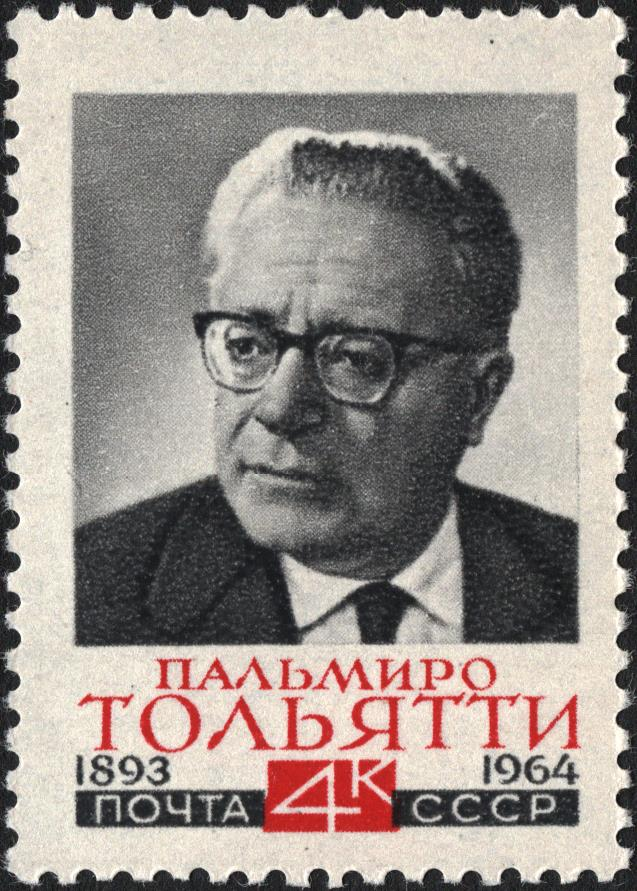

Palmiro Togliatti (1893-1964) was een van de meest invloedrijke leiders van het Italiaanse communisme.
Togliatti werd geboren in Genua op palmzondag (vandaar de naam Palmiro). Tijdens zijn studie rechten aan de universiteit van Turijn komt hij in aanraking met de socialistische beweging.
Samen met Antonio Gramsci richt hij in 1919 het tijdschrift L'Ordine Nuovo op. De mensen achter dit blad worden in 1921 lid van de net opgerichte Italiaanse communistische partij PCI.
In 1926 wordt Togliatti door de fascisten gedwongen om Italië te verlaten en vertrekt naar Moskou. Hij zal er achttien jaar van zijn leven doorbrengen, onder andere als lid van de Comintern.  Bij terugkeer in Italië in 1944 richt hij in Salerno, waar de koning en zijn regering zich bevinden,  de Partito Comunista Italiano of PCI opnieuw op. De nieuwe PCI krijgt geen revolutionaire maar een parlementaire grondslag. De communistische partizanen, de "Garibaldibrigades", zullen na de bevrijding van het noorden hun wapens overdragen. Dit wordt de "draai van Salerno" (svolta di Salerno) genoemd. Togliatti neemt zitting in de regering van maarschalk Badoglio als vice-premier, en in 1945 als minister van justitie onder Ivanoe Bonomi. In mei 1947 echter worden de communistische ministers uit de regering gezet.
Bij de verkiezingen in het voorjaar van 1948 behaalde de partij onder zijn leiding 104 zetels in de Kamer van Afgevaardigden, waarmee ze een factor van belang werd in de Italiaanse politiek. Zo kort na de communistische machtsovername in Praag verontrustte dit gegeven de katholieke rechterzijde, de Kerk en het buitenland. Een paar maanden later, op 14 juli 1948, raakte Togliatti op Sicilië zwaargewond bij een moordaanslag. Een student vuurde drie kogels op hem af. Links en rechts slepen de wapenen en de regering vreesde een burgeroorlog. Premier De Gasperi belde in arren moede de Italiaanse troef in de Ronde van Frankrijk, Gino Bartali in Cannes, waar de Tour een rustdag had. Mede namens de paus riep hij de coureur op om de eenheid van de Italianen te herstellen. En "de vrome" won de Tour.
Togliatti bleef partijleider tot zijn dood in 1964. Hij werd opgevolgd door Luigi Longo.

## Trivia
Togliatti's bijnaam was Ercole (Hercules).
In 1964 werd de Russische stad Toljatti naar hem vernoemd.
- Bibsys: 90728136
- Biblioteca Nacional de España: XX1137397
- Bibliothèque nationale de France: cb124043525 (data)
- Catàleg d'autoritats de noms i títols de Catalunya: 981058515144406706
- CiNii: DA00686273
- Gemeinsame Normdatei: 118623184
- International Standard Name Identifier: 0000 0001 2277 7038
- Library of Congress Control Number: n79040145
- Nationale Bibliotheek van Letland: 000168026
- MusicBrainz: 72e6f437-dd5c-46f3-9f36-96b9b2a2b19a
- Bibliotheek van het Japanse parlement: 00458870
- Nationale Bibliotheek van Tsjechië: jn20010525117
- Nationale bibliotheek van Australië: 35551800
- Nationale Bibliotheek van Israël: 987007277656805171
- Nationale Bibliotheek van Polen: a0000001848247
- Nationale en Universitaire bibliotheek Zagreb: 000054942
- Nederlandse Thesaurus van Auteursnamen: 069682348
- Réseau des bibliothèques de Suisse occidentale: 02-A003903870
- Istituto Centrale per il Catalogo Unico: CFIV012634
- SNAC: w6p8523v
- Système universitaire de documentation: 027332101
- Trove: 993263
- Virtual International Authority File: 27151541
- WorldCat: E39PCjw9MKRc6kgVcyGhhbrg8C